# Kreisflächenbelastung
Die Kreisflächenbelastung (auch Rotorkreisflächenbelastung genannt) stellt das Verhältnis des maximalen Startgewichtes eines Hubschraubers zur Rotorkreisfläche dar. Sie wird in Newton pro Quadratmeter {\displaystyle ({\frac {N}{m^{2}}})} angegeben.:XX

## Definition

Rotorkreisfläche

Die Rotorkreisfläche ist die Fläche, die die Rotorblätter eines Hubschraubers während einer Umdrehung überstreichen. Der Durchmesser dieser Rotorkreisfläche entspricht dem Rotordurchmesser.

## Berechnungen
Rotorkreisfläche: {\displaystyle A=\pi r^{2}}
wobei {\displaystyle {r}} den halben Rotordurchmesser in Metern darstellt.
Rotorkreisflächenbelastung: {\displaystyle ={\frac {G}{A}}}
wobei {\displaystyle {G}} das maximale Startgewicht (in Newton) und {\displaystyle {A}} die Rotorkreisfläche in {\displaystyle m^{2}} darstellt.
Die Rotorbelastung sinkt bei gleichbleibendem maximalen Startgewicht und zunehmender Rotorkreisfläche.

## Sonstiges
Die Rotorkreisflächenbelastung ist eine grundlegende Auslegegröße für Hubschrauber, die im Rahmen der Konstruktion eines Hubschraubers herangezogen wird, um z. B. die geforderte Rotorleistung zu ermitteln.:49
Bei Kleinhubschraubern wird die Rotorkreisbelastung möglichst gering gehalten, da diese grundsätzlich nur über einen einmotorigen Antrieb verfügen und ein zu kleiner Hauptrotor eine starke Belastung für den Motor darstellt. Der Hauptrotor von Großhubschraubern wird aus Gewichts- und Kostengründen meist kleiner konstruiert, was zu einer größeren Rotorkreisflächenbelastung führt, die jedoch hinnehmbar ist, da diese Hubschrauber über mehr als ein Antriebsaggregat verfügen.:50
Üblicherweise liegt der Wert der Rotorkreisflächenbelastung eines Hauptrotors bei 100 bis 500 {\displaystyle {\frac {N}{m^{2}}}}.:50